# Stadtfest Luzern

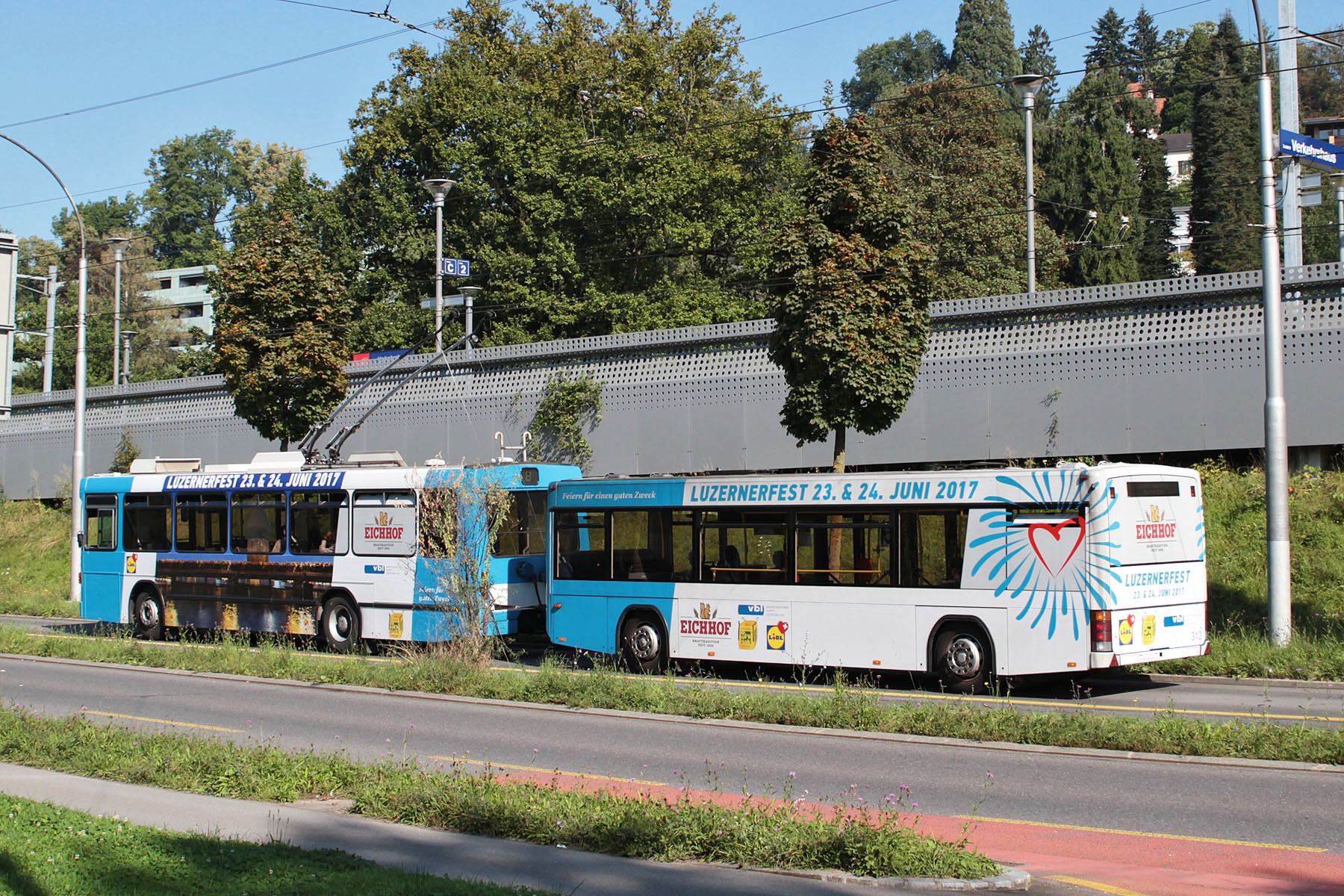
Ein Anhängerzug des Trolleybus Luzern mit Vollwerbung für das Luzerner Fest 2017

Das Stadtfest Luzern (seit 2022, bis 2018: Luzerner Fest) ist ein Volksfest in der Stadt Luzern. Es fand erstmals am 27. Juni 2009 statt und vereinte das ehemalige Luzerner Altstadtfest und das Seenachtsfest.

## Geschichte
Der Luzerner Stadtrat erteilte den Organisatoren eine Rahmenbewilligung für zunächst drei Jahre. An der Premiere besuchten über 100'000 Personen den Anlass, der damit der grösste jährliche durchgeführte Eintagesanlass der Zentralschweiz und zweitgrösstes Spektakel nach der Luzerner Fasnacht war. Auf 20 Festplätzen in der Alt- und Neustadt sowie rund ums Luzerner Seebecken wurden Konzerte ausgerichtet und Esswaren aller Provenienz angeboten. An der Premiere traten unter anderem auf: Bligg, Seven, Oropax und Marc Sway.
Das zweite Luzerner Fest fand am 26. Juni 2010 statt. Über 100'000 Personen strömten wiederum auf die 20 Festplätze und besuchten Konzerte und Darbietungen unter anderen von Fabienne Louves, Baschi, Dada (ante portas), Michel Gammenthaler, Michael Elsner, Angy Burri und weiteren.
Bis 2017 fand das Luzerner Fest jedes Jahr am letzten Wochenende im Juni statt. In den ersten Jahren war das Fest auf den Samstag beschränkt, ab 2015 wurde der Anlass auf den Freitagabend ausgedehnt. Der Nettoerlös des Anlasses ging an die Stiftung «Luzerner helfen Luzernern», die zwölf wohltätige Organisationen mit insgesamt 100'000 Franken unterstützte. Zusammen mit dem von 2016 bis 2018 am gleichen Wochenende stattfindenden Altstadt Fäscht wurden insgesamt 150'000 Franken an wohltätige Organisationen übergeben.
2018 fand der Anlass zum letzten Mal unter dem Namen Luzerner Fest in der alten Form statt. Das Fest war bis dahin in Richtung Seebecken ausgerichtet, so wurden etwa jeweils Schweizerhofquai und Seebrücke gesperrt.
Nach einer Pause findet seit Juni 2022 der Anlass unter dem Namen Stadtfest Luzern statt. Neu wird es wie das ehemalige Luzerner Altstadtfest beidseits der Reuss ausgerichtet. Das Ziel, das Fest kleiner (nur noch 11 Festplätze) und mehr für die lokale Bevölkerung zu machen, ist gelungen. Die Anzahl der Besucher konnte auf 50'000 bis 70'000 Personen reduziert werden. Weiterhin wird die bisherige Stiftung mit einem Beitrag unterstützt, welche seit 2018 "Luzern hilft" heisst.